# Спалювання горючих копалин
Спалювання горючих копалин

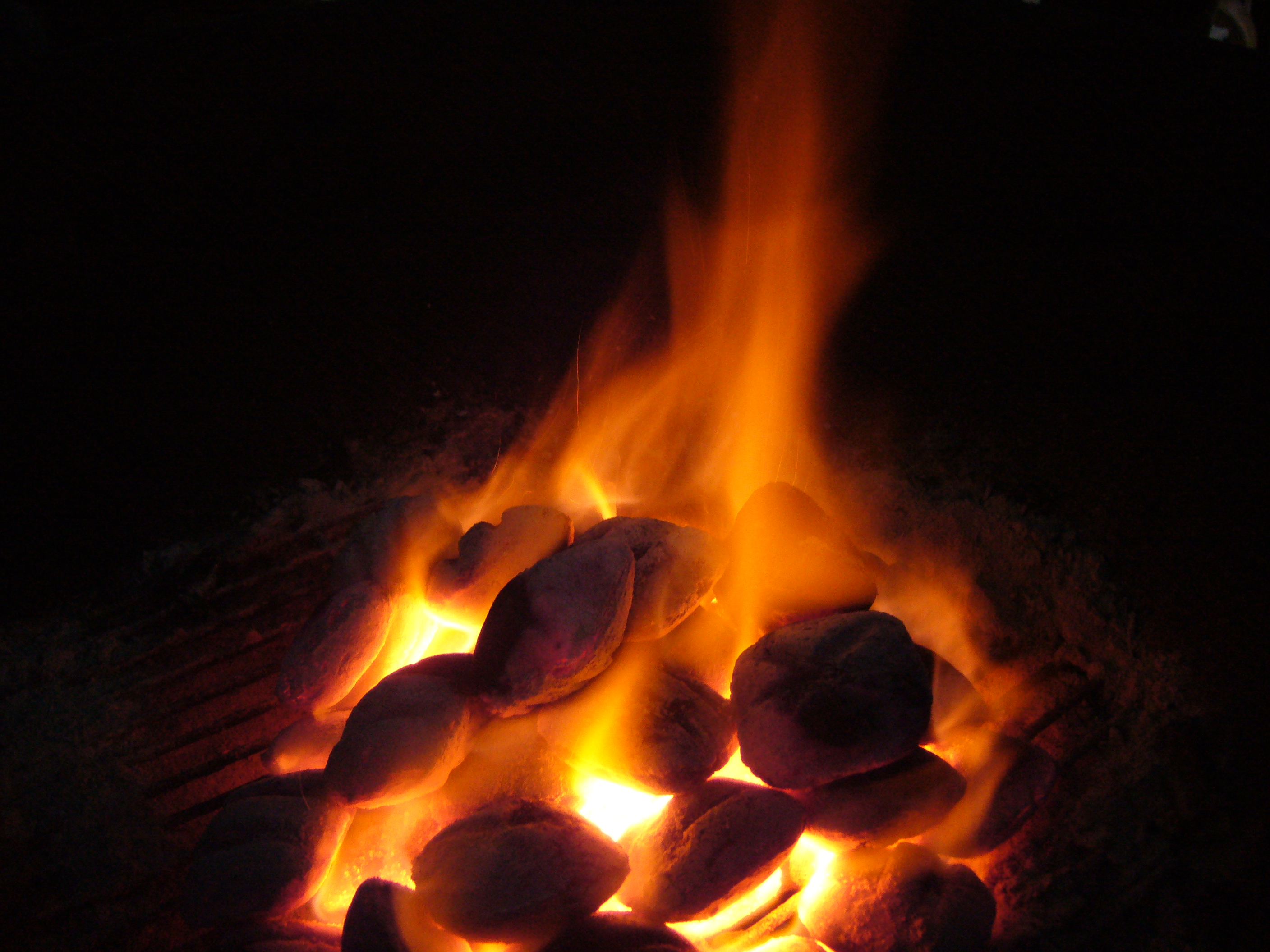
Спалювання вугілля

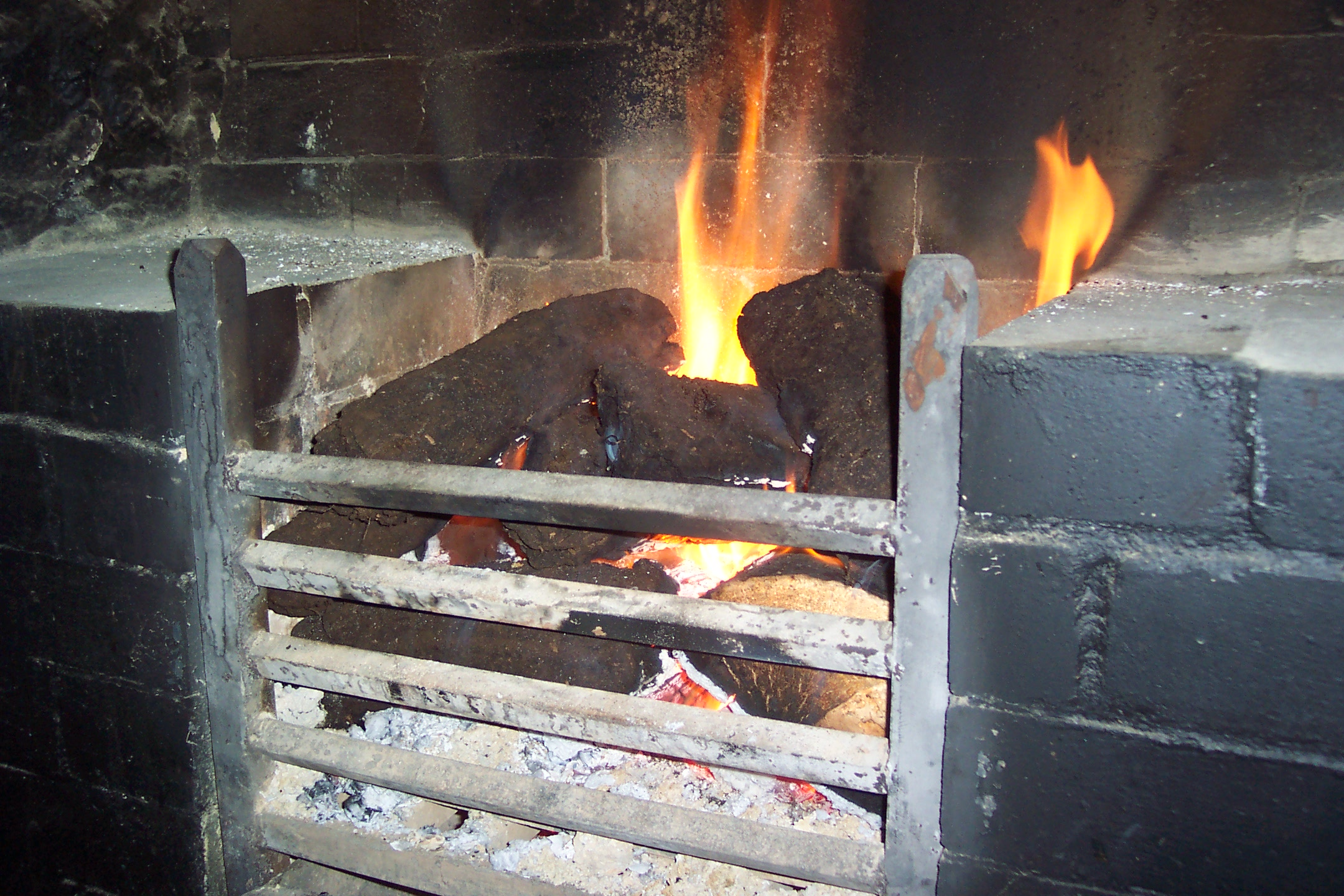
Спалювання торфу.

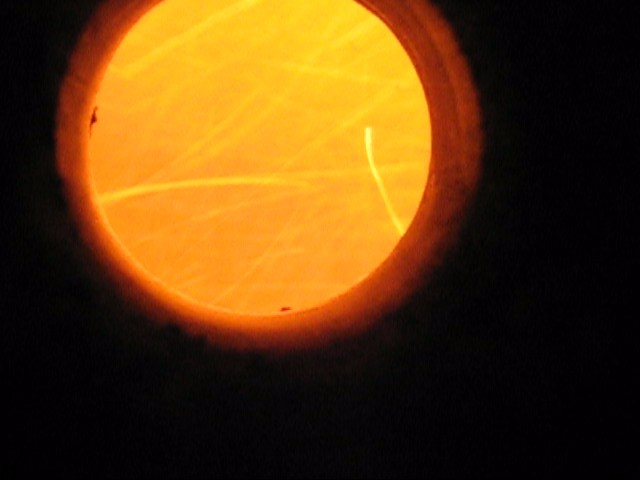
Горіння водовугільного палива у вихревій топці мазутного котла ДКВР-6,5-13, модернізованого для спалювання водо-вугільного палива сел. Йонський Мурманської обл.

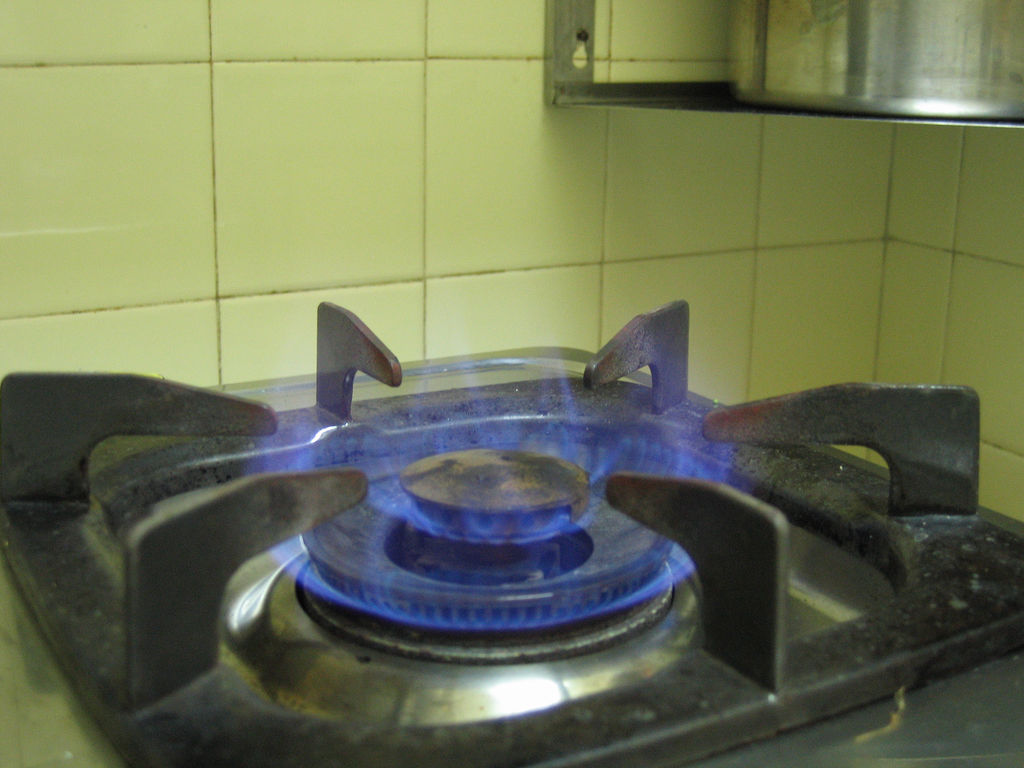
Горіння природного газу — газова плита.

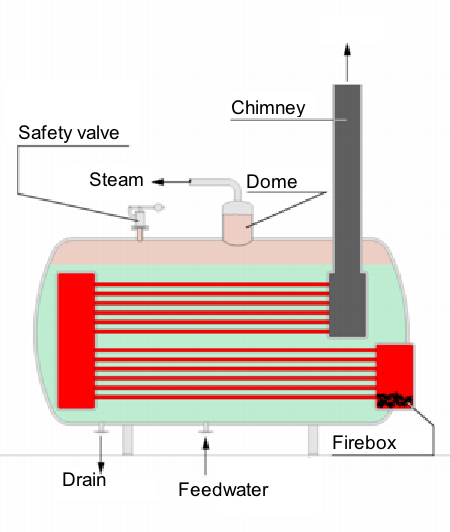
Steam Boiler 2 English version

Горючі корисні копалини, що спалюються для виробництва тепла, називають паливом. У промисловості використовують тверде, рідке і газоподібне паливо.

## Галузі застосування
- Горючі корисні копалини спалюють у великій (ТЕС) та малій (малі котлоагрегати) енергетиці, для одержання електроенергії, тепла для опалювання будов, у металургійних технологіях, хімічних технологіях, харчовій промисловості (випікання хліба, приготування пластівців тощо).

## Вимоги до палива
Паливо повинно відповідати наступним вимогам:
- — низька вартість видобування;
- — низька вартість транспортування;
- — зручність застосування;
- — можливість використання з високим коефіцієнтом корисної дії (ККД);
- — малий вміст шкідливих домішок.

## Склад і основні теплотехнічні характеристики палива
Тверді і рідкі горючі копалини складаються, в основному, з вуглецю, водню, кисню, сірки, азоту, мінеральних компонентів і вологи. Газоподібне паливо характеризується складом і кількістю газів, що входять в нього (метан, етан, пропан, бутан, оксид вуглецю, водень, бензол, сірководень та ін.).
Паливо характеризується кількома основними теплотехнічними показниками, головним з яких є теплота згоряння.
Процес горіння палива полягає в повному або неповному окисненні його вуглецю, водню і сірки з виділенням певної кількості тепла. Кількість тепла, що виділяється при повному згорянні 1 кг або 1 м3 палива, називають теплотою його згоряння. Кількість теплоти вимірюється в теплових одиницях — калоріях. 1 кал відповідає кількості теплоти, необхідної для нагрівання 1 г дистильованої води від 19,5 до 20,5°С при 760 мм рт. ст. Оскільки теплота є видом енергії, здатної виконувати роботу, то вона в системі SI виражається спільною для всіх видів енергії одиницею — Джоулем (Дж), який рівний добутку сили 1 Н на шляху 1 м. 1 кал=4,1868 Дж 4,19 Дж.
- Вища теплота згоряння — кількість тепла, що виділяється при повному згорянні 1 кг або 1 м3 робочого палива за умови, що водень, який міститься в ньому, згоряє з утворенням води.
- Нижча теплота згоряння — кількість тепла, що виділяється 1 кг або 1м3 робочого палива, з урахуванням згоряння водню у водяну пару і випаровування вологи палива.

Нижчу теплоту згоряння використовують для підрахунку потреби в паливі і його вартості, при складанні теплових балансів і визначенні ККД установок, що використовують паливо. Для порівняння різних видів палива і підрахунку потреби в паль-ному введене поняття про умовне паливо та нафтовий еквівалент. Умовне паливо характеризується нижчою теплотою згоряння, рівною 7 000 ккал/кг або 29,33 МДж/кг, нафтовий еквівалент — 10 000 ккал/кг або 41,90 МДж/кг.
При підрахунку теплоти згоряння газоподібного палива зі значним вмістом в ньому неграничних вуглеводнів можлива похибка, зумовлена коливаннями в складі неграничних вуглеводнів, що визначаються спільно поглинанням бромною водою або іншими реагентами. За рубежем для підрахунку теплоти згоряння кам'яного вугілля використовують формулу Дюлонга і близькі до неї.

## Основні параметри спалювання горючих копалин
Для розрахунку об'ємів повітря, необхідного для згоряння палива, і продуктів згоряння необхідно мати в своєму розпорядженні дані про склад палива. При розрахунку об'єму повітря, необхідного для згоряння твердого і рідкого палива, елементний склад яких виражений в процентах за масою, і об'єму продуктів згоряння, що утворюються при спаленні палива, користуються рівняннями горіння вуглецю, сірки і водню, тобто горючих компонентів палива.
Паливо звичайно спалюють з деяким надлишком повітря з метою забезпечення повноти згоряння. Відношення об'єму повітря, що надходить у топку, до теоретично необхідної кількості називають коефіцієнтом витрати або надлишку повітря.
Об'єми кисню, необхідного для спалення газоподібного палива і продуктів згоряння, що утворюються, підраховують на основі рівнянь горіння компонентів, що входять до складу палива (об'ємні %). Теоретичний об'єм повітря, необхідний для спалення газу, підраховують з урахуванням вмісту в повітрі 21 % кисню.

## Продукти повного згоряння палива
Продукти повного згоряння палива при спалюванні його в стехіометричному об'ємі повітря складаються з СО2, SO2, H2O і N2. Співвідношення між ними залежить від складу горючої маси палива і вмісту в ньому баласту, який переходить в продукти згоряння, тобто Н2О і N2 і СО2 в газоподібному паливі.